# Sven Tippelt
Sven Tippelt (Lipsia, 3 giugno 1965) è un ex ginnasta tedesco.

## Palmarès
Le medaglie elencate sono state conquistate in rappresentanza della Germania Est.

### Olimpiadi
- 3 medaglie:
  - 1 argento (Seul 1988 nel concorso a squadre)
  - 2 bronzi (Seul 1988 nelle parallele; Seul 1988 negli anelli)

### Mondiali
- 4 medaglie:
  - 1 argento (Stoccarda 1989 nel concorso a squadre)
  - 3 bronzi (Montréal 1985 nel concorso a squadre; Rotterdam 1987 nel concorso a squadre; Rotterdam 1987 nelle parallele)